# Elva Azucena Paz
Elva Azucena Paz (n. 1942) es una escribana y política argentina del Partido Justicialista, que se desempeñó como senadora nacional por la provincia de Formosa entre 2001 y 2005.

## Biografía
Se recibió de escribana en la Facultad de Ciencias Jurídicas y Sociales de la Universidad Nacional de La Plata y realizó un doctorado en derecho notarial en la Universidad Notarial Argentina.
En la provincia de Formosa ejerció como escribana, integrando el colegio de escribanos formoseño desde su creación. Fue titular de un registro notarial y escribana de instituciones bancarias provinciales y nacionales. También fue secretaria de un juzgado de menores, directora del Registro de la Propiedad Inmueble y Escribana Mayor del Gobierno provincial.
En el ámbito partidario, integró como secretaria la mesa ejecutiva del Partido Justicialista (PJ) de Formosa y fue congresal nacional.
En las elecciones legislativas de 2001 fue elegida senadora nacional por Formosa, junto a José Mayans en la lista del PJ. Por sorteo, le correspondió un mandato de cuatro años hasta 2005.
Fue presidenta de la comisión de Agricultura y Ganadería y de la comisión de Apoyo a las Obras del río Bermejo. También fue vocal en las comisiones de Legislación General; de Asuntos Administrativos y Municipales; de Población y Desarrollo Humano; de Economías Regionales, Micro, Pequeña y Mediana Empresa; y de Ambiente y Desarrollo Sustentable.
Fue autora de la ley 25.641 de autarquía financiera del Instituto Nacional de Tecnología Agropecuaria (INTA) y de la ley 25.564 que creó el Instituto Nacional de la Yerba Mate.